# День святої Катерини
День святої Катерини (також «Катерини», Катерина Санниця) — народно-християнське свято, яке відзначається 24 листопада за новоюліанським та юліанським календарями. Припадає на день пам'яті святої великомучениці Катерини Александрійської. У народному календарі — свято дівочої долі, пов'язане з проведенням ворожінь та вечорниць.

## Історія свята
Свята Катерина народилася у 287 році. Вона була дочкою правителя Александрії Єгипетської. Дівчина була надзвичайно красива та розумна. Вона любила знання й дуже багато вчилася. Знала твори багатьох тогочасних письменників та філософів, також володіла декількома мовами. Але дівчина відмовлялася вийти заміж, бажала нареченого, що перевершить її в знаннях і кмітливості.
Один старець повідав їй таїнство християнського вчення. І Катерині після того, як вона прийняла християнську віру, було видіння уві сні, де Немовля у руках Богородиці обертається до неї.
Катерина стала дуже відданою християнкою і навіть спробувала переконати імператора в неправильності поклоніння язичницьким богам. Імператор спробував відвернути Катерину від християнства, за відмову велів піддати її тортурам. Але дівчину це не налякало, вона сама поклала голову під меч ката, лишаючись вірною своїм віруванням. За легендою, з ран Катерини замість крові потекло молоко. Мощі святої знаходяться в Єгипті у монастирі на горі Синай.

## Звичаї
Напередодні дня святої Катерини парубки постять, щоб Бог послав їм добру жінку. В самий же день свята, 24 листопада, дівчата ворожать і закликають долю. Ранком, до сходу сонця, дівчина йде в садок і зрізає гілочку вишні. В хаті дівчина ту гілочку ставить у горщик або пляшку з водою і чекає свята Меланки. Якщо до «Меланки» вишня розів'ється і зацвіте — це добрий знак, який знаменує щасливу дівочу долю, під якою розуміється якнайшвидше одруження.
Увечері дівчата сходяться до однієї хати і варять спільну вечерю — борщ і кашу. Приходять хлопці, починаються розваги, але танцювати не прийнято — триває Різдвяний піст. Опівночі дівчата беруть горня з вечерею, обгортають його новим рушником і йдуть «закликати долю». Простують до воріт. Кожна з дівчат вилазить по черзі на ворота, тримаючи в руках горня з кашею та борщем, і тричі гукає: «Доле, доле, йди до мене вечеряти!». Якщо в цей час заспіває півень — «доля обізвалася», якщо ж ні — «доля оглухла», дівчина журиться. Поганим знаком вважалось падіння в цей час зірки у небі. За повір'ям, це «доля погасла». Існували й інші способи ворожінь.
Також в українському селі існувала традиція в цей день влаштовувати перегони на санчатах, звідки пішла інша назва свята — «Катерина Санниця».

## Народні прикмети
- якщо на Катерини сильний мороз, вважалося, що він протримається ще три тижні;
- якщо вранці на Катерини на деревах багато інію, це означає, що врожай у наступному році буде багатим;
- якщо у цей день вітряно, то наступне літо буде дощовим;
- якщо в ніч на Катерини небо ясне й зоряне, то зима буде холодною, але врожайною;
- поганою прикметою вважалось заняття важкою фізичною працею та рукоділлям.